# Рогачёв, Владимир Владимирович
Владимир Владимирович Рогачёв (род. 17 сентября 1967, Елец, Липецкая область) — советский и российский футболист, полузащитник. Тренер.

## Биография
Воспитанник елецкого футбола. Начинал играть в команде КФК «Торпедо» Елец (1998, 1990—1993). В третьей лиге первенства России играл за «Химик» Данков (1994), «Локомотив» Елец (1995—1997), «Строитель» Моршанск (1997). В 1998 году вернулся в елецкую команду, лишённую профессионального статуса. В составе «Ельца» в 2000—2005 годах во втором дивизионе провёл 171 игру, забил 15 голов. В розыгрышах Кубка России 2003/04 и 2004/05 играл в 1/16 финала, где команда уступала соответственно ЦСКА и ФК «Москва».
Входит в тройку футболистов по числу сыгранных на профессиональном уровне матчей (266, 23 забитых мяча) в составе «Локомотива» и «Ельца» в первенстве и Кубке России.
В начале сезона-2006 был главным тренером, затем — начальником команды «Елец». В 2009 году вновь возглавил клуб, который по ходу первенства второго дивизиона был исключён из числа участников за попытку дать взятку судье.
Был готов возглавить команду «Елец» в первенстве ЛФЛ. В 2010—2024 годах — тренер в липецком «Металлурге».